# Radioaktivní kontaminace

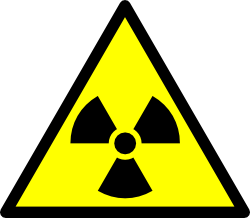
Výstražný znak radioaktivity

Radioaktivní kontaminace  je nežádoucí znečištění prostředí, tj. půdy, ovzduší, budov aj., látkami, které obsahují radionuklidy, tedy látkami, emitujícími ionizující záření.
Radioaktivní kontaminace je výsledkem lidské činnosti, tedy se nejedná o samovolný přírodní děj.
Z hlediska vzniku zamoření se může jednat o případ:
- jaderného výbuchu (Hirošima, Nagasaki)
- havárie jaderného zařízení, např. jaderné elektrárny (Černobyl, Fukušima)
- v menší míře samotným provozem jaderného zařízení využívající radionuklidů.

Přípustné, pro zdraví „neškodné“ dávky radioaktivního záření jsou normalizovány státními úřady.